# Альбурикент
Альбурике́нт (кум. Албёригент, авар. Албурикент, дарг. Албурикент, лезг. Албурикент ) — посёлок городского типа в Дагестане, Россия. Входит в городской округ город Махачкала. Административно подчинён Советской районной администрации города Махачкала.

## Географическое положение
Расположен на восточном склоне горы Тарки-Тау, в 5 км к от центра города.

## История
Назван в честь сына шамхала Тарковского Эльдара — Албури бека. Сюда перешли жители бывшего селения Амир-Хан-кент.
В 1895 году в посёлке было 33 хозяйства и проживало 503 жителя..
Постановлением СНК Дагестанской АССР от 12 апреля 1944 г. «О переселении колхозников колхозов „им. МОПР“, „9 января“ и „1 мая“ Махачкалинского района в Хасавюртовский район» большая часть населения поселка была переселена в село Байрамаул.  С того периода территория поселка вошла в состав города Махачкала.
В 1992 году посёлок был выделен из городской черты Махачкалы в самостоятельный населенный пункт, со статусом посёлка городского типа.

## Население
| 1869    | 1888    | 1895    | 1926    | 1939    | 2002    | 2010    |
| ------- | ------- | ------- | ------- | ------- | ------- | ------- |
| 338     | ↗417    | ↗503    | ↘416    | ↗464    | ↗6851   | ↗12 413 |
| 2012    | 2013    | 2014    | 2015    | 2016    | 2017    | 2018    |
| ↗12 520 | ↗12 585 | ↗12 635 | ↗12 653 | ↗12 682 | ↗12 705 | ↗12 752 |
| 2019    | 2020    | 2021    | 2023    | 2024    | 2025    |         |
| ↗12 780 | ↗12 800 | ↘10 600 | ↘10 591 | ↗10 620 | ↗10 650 |         |

Национальный состав по данным Всероссийской переписи населения 2021 года
| Национальность | численность |
| -------------- | ----------- |
| кумыки         | 5 076       |
| аварцы         | 1 854       |
| даргинцы       | 1 214       |
| лакцы          | 925         |
| лезгины        | 612         |
| не указали     | 619         |
| другие         | 300         |
| всего          | 10 600      |

## Экономика
Предприятия строительной отрасли.